# Varroa destructor

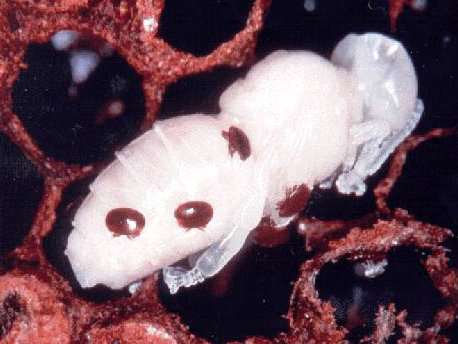
Клещи Varroa destructor на куколке пчелы

Varroa destructor (лат.) — вид опасных паразитических клещей рода Varroa, использующих в качестве хозяев медоносных пчёл. Долгое время ошибочно классифицировался как Varroa jacobsoni Oudemans, 1904, пока в 2000 году в результате изучения митохондриальной ДНК не был выделен в самостоятельный вид. Вызывает варроатоз как у китайской восковой пчелы (Apis cerana), так и у обыкновенной медоносной пчелы (Apis mellifera). Этот вид клещей является переносчиком по меньшей мере пяти ослабляющих пчёл вирусов, включая РНК-вирусы, такие как вирус деформации крыла.

## Описание
Космополитный инвазивный вид, расселившийся в результате торговли или обмена маточным материалом среди пчеловодов. Впервые был обнаружен в Южной Азии, в 1970-х годах достиг Западной Европы и Южной Америки, а в 1980-х годах добрался до США. В результате, распространился почти по всему миру (кроме Австралии), нанося при этом серьёзный ущерб пчеловодству. Сегодня можно предположить, что все колонии медоносных пчёл в местах распространения клеща Varroa destructor заражены им. Вследствие этого неоднократно отмечалась массовая гибель пчёл в различных странах мира.
Самка имеет овальное сплющенное тело оранжево-коричневого цвета шириной 1,8 мм (1,50—1,99) и длиной около 1 мм (1,00—1,77); 8 ног. Тело самца мягкое, молочно-белого цвета и меньше, чем у самки. Самки живут в течение года, самцы — 15—20 дней. Перезимовавшие на теле пчелы самки с появлением в гнезде расплода откладывают на внутренних стенках ячеек с личинками по 4—8 яиц. Примерно через 2 дня из отложенных яиц вылупляются личинки. Взрослые клещи паразитируют на взрослых пчёлах и личинках, питаясь их гемолимфой, заражая, в том числе, и африканизированную пчелу. При этом для дефекации клещи предпочитают заднюю часть ячейки. В экспериментальных условиях обнаружено, что клещи Varroa destructor могут заражать ячейки всех каст (с личинками маток, трутней и рабочих), но предпочитают ячейки трутней.
В результате молекулярно-генетических исследований виновными в гибели американских пчёл признаны варроатозные европейские пчёлы. В результате торговли ими в США и Новую Зеландию завозится и распространяется клещ Varroa destructor. В некоторых штатах США в 2014—2015 годах погибло более 60 % семей медоносных пчёл, разводимых американскими фермерами.

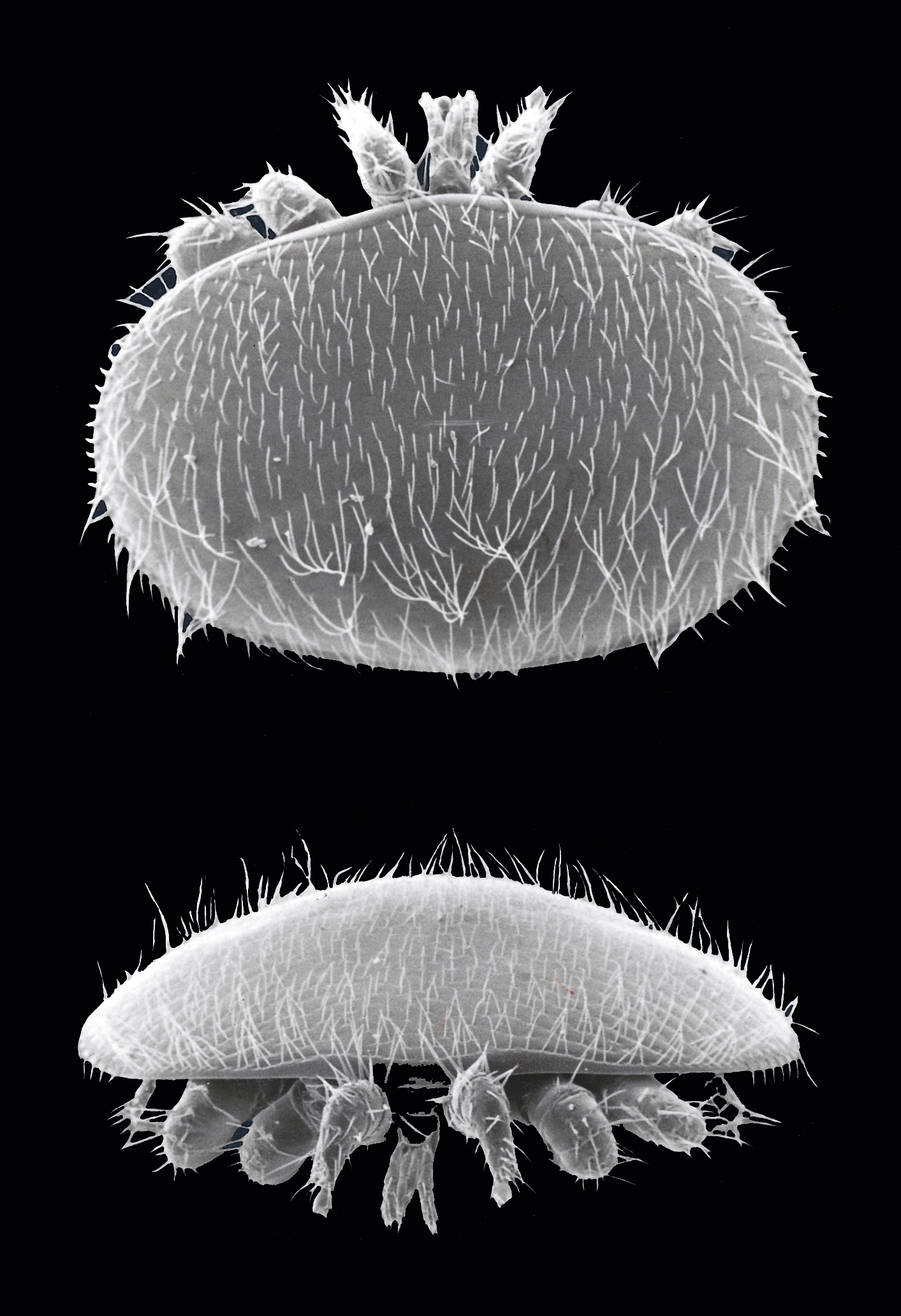
Varroa destructor, вид сверху и спереди.
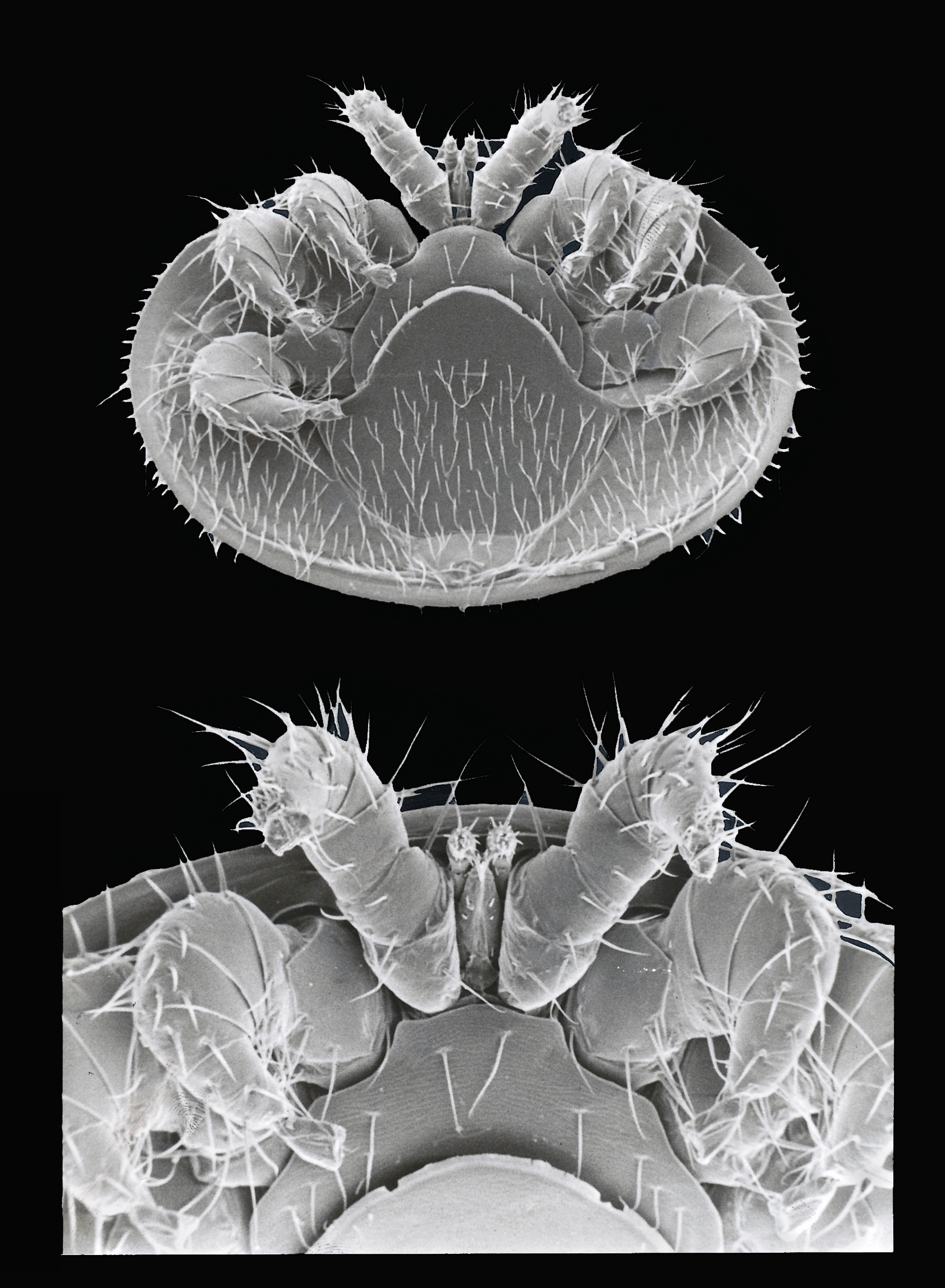
Varroa destructor, вид снизу.